# 鈍吻歐雅魚
鈍吻歐雅魚（学名：Squalius illyricus）为輻鰭魚綱鯉形目雅羅魚科的其中一種，分布於歐洲阿爾巴尼亞、波士尼亞及克羅埃西亞，體長可達30公分，棲息在喀斯特地形的溪流，以無脊椎動物為食，受汙染及外來種的威脅。